# Verdrag van Chinon (1214)
Het Verdrag van Chinon was een op 18 september 1214 te Chinon gesloten verdrag tussen de koning Filips II Augustus van Frankrijk en koning Jan zonder Land van Engeland, na de nederlaag op 27 juli  van Jans bondgenoten in de slag bij Bouvines.
Tijdens deze slag wist Filips II Augustus deze machtige coalitie (Engeland, Vlaanderen, Heilige Roomse Rijk) een verpletterende nederlaag toe te brengen en een beslissende overwinning te behalen op de Rooms-Duitse keizer, Otto IV van Brunswick en de graaf van Vlaanderen, Ferrand (die tijdens deze slag werd gevangen genomen). Deze overwinning zou de ineenstorting van het Angevijnse Rijk van de Plantagenêts inluiden.
Jan zonder Land moest het Franse grondgebied verlaten en paus Innocentius III dwongen Filips II om het verdrag van Chinon te accepteren dat het verlies van Jans bezittingen ten noorden van de Loire definitief bevestigde: Berry en Touraine, Maine en Anjou kwamen terug in het kroondomein, dat voortaan een derde van het huidige Franse grondgebied besloeg. Hij moest daarenboven 60 000 livres betalen aan de koning van Frankrijk. Hij behield enkel nog het hertogdom Aquitanië. Voor Poitou werd ook bepaald dat de seneschalk van Engelse afkomst moest zijn, hetgeen een kleine overwinning was voor Jan.